# Ruti Aga
Ruti Aga, née le 16 janvier 1994, est une athlète éthiopienne. 

## Carrière
Elle est médaillée d'argent du 5 000 mètres des championnats du monde juniors d'athlétisme 2012 à Barcelone ; la même année, elle remporte la Lotto Cross Cup. Aux Championnats du monde de cross-country 2013, elle remporte la médaille d'argent par équipe junior et termine cinquième de la finale individuelle. Troisième du marathon de Berlin 2016 et deuxième du marathon de Berlin 2017, elle remporte le semi-marathon de Lisbonne en 2016, termine deuxième du marathon de Tokyo 2018 et du marathon de Berlin 2018 et remporte le marathon de Tokyo 2019. Elle termine troisième du Marathon de New York en 2019.